# Ville satellite
Une ville satellite ou cité satellite est, en planification urbaine, une ville se trouvant proche d'une ville plus grande. La différence avec une banlieue est qu'une ville satellite est généralement autonome de sa grande voisine.

## Exemples

### Finlande
- Tapiola

### Suisse
- Meyrin
- Onex